# Genes (revue)
Ne doit pas être confondu avec Gene (revue) ou GeneReviews.
Pour les articles homonymes, voir Gene (homonymie).
Genes est une revue scientifique trimestrielle à accès libre à comités de lecture et publiée par MDPI. Le rédacteur en chef est J. Peter W. Young (Université de York). Elle couvre tous les sujets liés aux gènes, à la génétique et à la génomique. La revue est résumée et indexée dans Chemical Abstracts Service, EBSCO Information Services, Embase et Scopus.